# Бифорий
Бифо́рий (лат. biforis — двусторонний, на две стороны) — арочное окно или проём, разделённый колонкой или столбиком на две части.

## Описание
Бифорием может называться сдвоенная арка либо два арочных окна с колонкой или пилястрой посередине. Два узких окна перекрыты небольшими арочками и объединены общим архивольтом.
Подобные окна характерны для средневековой романской и готической архитектуры. Как и все элементы готической архитектуры, они зачастую отличаются богатым декором.
Бифора была очень популярна в раннехристианской и византийской архитектуре, она также присутствовала в мусульманской архитектуре в Испании. Позже, бифора была в значительной степени забыта и вернулась в моду в девятнадцатом веке в период эклектики и повторного открытия древних стилей.